# Weltmeister E5
La Weltmeister E5 est une automobile compacte électrique fabriquée par le constructeur chinois de véhicules à énergies nouvelles WM Motor (chinois : 威马汽车) sous la marque Weltmeister. L'E5 est le premier produit de la gamme E économique de Weltmeister, qui est une gamme conçue pour les acheteurs disposant d'un petit budget et les services de covoiturage.

## Aperçu

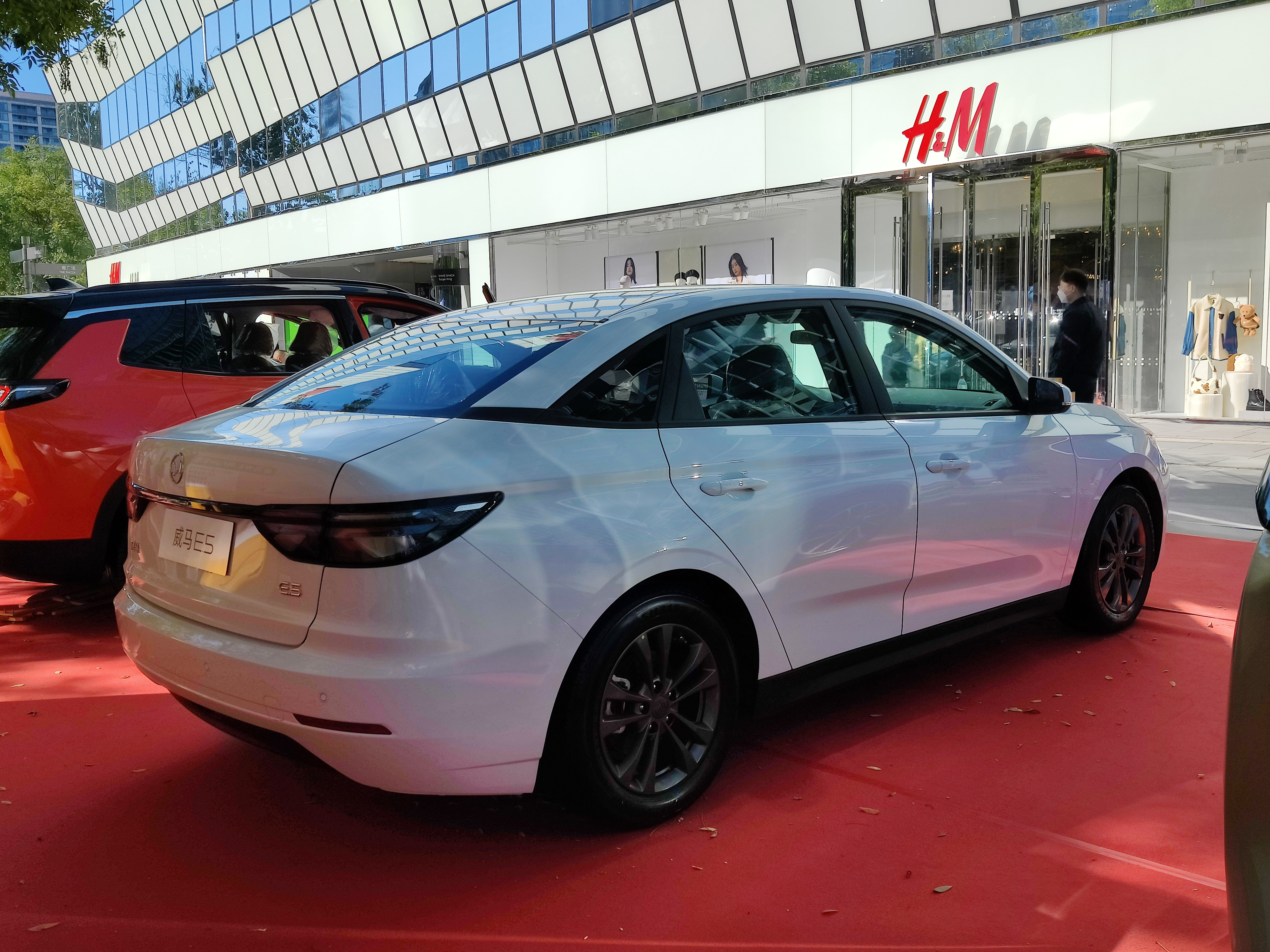
Weltmeister E5, arrière

La conception de la Weltmeister E5 est basée sur une plate-forme simplifiée avec des jambes de force McPherson à l'avant et une suspension arrière semi-indépendante, avec des roues standards de 17 pouces. L'équipement intérieur est axé pour les taxis et les services de location, sans système multimédia dans l'habitacle. À l'endroit où l'écran est connecté, un connecteur USB pour connecter des gadgets est la seule fonctionnalité sans boutons sur le volant. La climatisation est une climatisation à zone unique avec des boutons et des poignées. Dans une configuration plus haut de gamme, un écran de 31 cm avec système multimédia, une sellerie en similicuir et un toit panoramique sont proposés.
La Weltmeister E5 dispose d'un moteur électrique de 163 ch (120 kW) et 240 N m, alimentant les roues avant. La batterie de la traction au lithium-ion a une capacité de 58,6 kWh et le kilométrage maximal avec une charge est de 505 km. La vitesse maximale de l'E5 est de 170 km/h, le temps d'accélération de 0 à 100 km/h est de 8,9 s.